# Карасу (Айтекебийский район)
Карасу (каз. Қарасу) — упразднённое село в Айтекебийском районе Актюбинской области Казахстана. Входило в состав Жабасакского сельского округа. Код КАТО — 153447500. Упразднено в 2019 г.

## Население
В 1999 году население села составляло 241 человек (123 мужчины и 118 женщин). По данным переписи 2009 года, в селе проживало 285 человек (152 мужчины и 133 женщины).